# Charlie Williams
Charlie Williams (Detroit, 2 de fevereiro de 1972) é um ex-jogador profissional de futebol americano estadunidense que foi campeão da temporada de 1995 da National Football League jogando pelo Dallas Cowboys.